# Нэшвилл (футбольный клуб, 2016—2019)
«Нэ́швилл» (англ. Nashville SC) — бывший американский профессиональный футбольный клуб из города Нашвилл штата Теннесси. Был основан в 2016 году. В 2018—2019 годах выступал в Чемпионшипе ЮСЛ, второй по уровню футбольной лиге США и Канады.
20 декабря 2017 года городу Нашвилл была присуждена франшиза MLS, которая начала выступление с 2020 года.

## История
О создании клуба United Soccer League в Нашвилле было объявлено 19 мая 2016 года. В группу инвесторов клуба, названную DMD Soccer, вошли: Дэвид Дилл — президент и главный операционный директор LifePoint Health; Кристофер Редхейдж — соучредитель ProviderTrust, компании производящей программное обеспечение для здравоохранения, и бывший футболист; Маркус Уитни — президент Jumpstart Foundry, фонда занимающегося инновациями в области здравоохранения, и председатель существовавшей городской любительской футбольной команды «Нэшвилл». Начало выступления нового футбольного клуба планировалось на 2018 год.
Клуб USL приобрёл своё название, логотип и цвета у любительского клуба «Нэшвилл» (англ. Nashville FC), созданного в 2013 году, в обмен на свою долю в 1 % и право голоса в правлении. В сентябре 2016 года клуб скорректировал своё название на Nashville Soccer Club (Nashville SC).
4 марта 2017 года бизнесмен Джон Инграм купил контрольный пакет акций в DMD Soccer, группе владельцев футбольного клуба «Нэшвилл», чтобы усилить позиции заявки города Нашвилл в MLS, которую возглавлял. 20 декабря 2017 года было официально объявлено о присуждении франшизы MLS городу Нашвилл. Клуб MLS, сохранивший название «Нэшвилл» (англ. Nashville SC), начнёт выступление в 2020 году.
Гари Смит, приведший «Колорадо Рэпидз» к победе в Кубке MLS в 2010 году, был нанят в качестве главного тренера и технического директора 12 апреля 2017 года.
ФК «Нэшвилл» открыл свой первый сезон 17 марта 2018 года выездным матчем против «Луисвилл Сити», проигранным со счётом 2:0. Первую домашнюю игру клуб сыграл 24 марта против «Питтсбург Риверхаундс» на «Ниссан Стэдиум». За встречей, закончившейся безголевой ничьей, наблюдали 18 922 болельщика. Первую победу «Нэшвилл» одержал 31 марта, в гостях взяв верх над «Бетлехем Стил» с минимальным счётом 0:1. Автором первого гола в истории клуба стал Майкл Кокс, реализовавший одиннадцатиметровый удар на 6-й минуте. Регулярный чемпионат сезона 2018 «Нэшвилл» завершил на восьмом месте в турнирной таблице Восточной конференции, из плей-офф выбыл в первом раунде, четвертьфинале конференции, уступив «Цинциннати» по пенальти.
В регулярном чемпионате сезона 2019 «Нэшвилл» финишировал на втором месте в конференции и пробился в плей-офф, миновав предварительный раунд. В четвертьфинале конференции обыграл «Чарлстон Бэттери» со счётом 3:1. В полуфинале конференции проиграл «Инди Илевен» со счётом 0:1 и выбыл из борьбы за чемпионский титул.

## Стадион
Домашним стадионом футбольному клубу «Нэшвилл» служил «Фёрст Теннесси Парк» — бейсбольный боллпарк, рассчитанный на 8500 мест с возможностью увеличения вместимости до 10 тыс. мест.
Некоторые избранные домашние матчи против близлежащих клубов, таких как «Цинциннати» и «Луисвилл Сити», «Нэшвилл» проводил на «Ниссан Стэдиум», стадионе для американского футбола, вмещающем 69 143 зрителей.

## Последний состав
Источник: Список игроков на официальном сайте клуба. Архивировано из оригинала 18 апреля 2019 года.

| №  |                  | Поз. | Имя                 | Год рождения |
| -- | ---------------- | ---- | ------------------- | ------------ |
| 1  | Флаг США         | Вр   | Дэнни Витьелло      | 1996         |
| 2  | Флаг США         | Защ  | Джастин Дейвис      | 1988         |
| 3  | Флаг Ганы        | Нап  | Ропапа Менса        | 1997         |
| 4  | Флаг США         | ПЗ   | Деррик Джонс 1      | 1997         |
| 6  | Флаг США         | Защ  | Кен Триббетт        | 1992         |
| 8  | Флаг Нидерландов | ПЗ   | Винни Вермер        | 1995         |
| 9  | Флаг Англии      | Нап  | Кэмерон Ланкастер 1 | 1992         |
| 10 | Флаг ЮАР         | ПЗ   | Лебо Молото         | 1990         |
| 11 | Флаг США         | Нап  | Карлтон Белмар      | 1992         |
| 12 | Флаг США         | Нап  | Такер Хьюм          | 1993         |
| 14 | Флаг Мексики     | Нап  | Даниэль Риос 1      | 1995         |
| 15 | Флаг Англии      | Защ  | Джимми Окфорд 2     | 1992         |

| №  |              | Поз. | Имя              | Год рождения |
| -- | ------------ | ---- | ---------------- | ------------ |
| 17 | Флаг США     | ПЗ   | Майкл Рид        | 1987         |
| 18 | Флаг США     | Вр   | Мэтт Пикенз      | 1982         |
| 19 | Флаг США     | Нап  | Алан Уинн        | 1996         |
| 20 | Флаг США     | ПЗ   | Мэтт Лаграсса    | 1993         |
| 21 | Флаг США     | Защ  | Дарнелл Кинг     | 1990         |
| 22 | Флаг США     | Защ  | Брэдли Буржуа    | 1994         |
| 23 | Флаг США     | Защ  | Тейлор Вашингтон | 1993         |
| 24 | Флаг США     | Вр   | Коннор Спарроу   | 1994         |
| 27 | Флаг Японии  | Защ  | Косукэ Кимура    | 1984         |
| 30 | Флаг Нигерии | ПЗ   | Болу Акиньоде    | 1994         |
| 33 | Флаг США     | Защ  | Форрест Лассо 3  | 1993         |

1) в аренде из клуба MLS «Нэшвилл» на сезон 2019; 2) в аренде из «Сан-Хосе Эртквейкс»; 3) в аренде из «Цинциннати»

## Список тренеров
- Гари Смит (2018—2019)

## Статистика
| 2018 | 34 | 12 | 9 | 13 | 42 | 31 | +11 | 49 | 8-е, Восток | Четвертьфинал конференции | 5-й раунд | Брэндон Аллен | 8  |
| 2019 | 34 | 20 | 7 | 7  | 59 | 26 | +33 | 67 | 2-е, Восток | Полуфинал конференции     | 3-й раунд | Даниэль Риос  | 20 |

### Форма

#### Домашняя
| 2017 | 2018 | 2019 |

#### Гостевая
| 2017 | 2018 | 2019 |

Источник:

### Экипировка
| Период    | Производитель | Титульный спонсор |
| --------- | ------------- | ----------------- |
| 2017—2020 | Under Armour  | Nissan            |